# Nisim Zvili
Nisim Zvili (hebrejsky נסים זווילי‎) je izraelský politik a bývalý poslanec Knesetu za Stranu práce a stranu Mifleget ha-Merkaz (Strana středu).

## Biografie
Narodil se 31. ledna 1942 ve městě Mahdia v Tunisku. Později přesídlil do Izraele. Sloužil v izraelské armádě, kde získal hodnost seržanta (samal) v elitních jednotkách. Vystudoval střední zemědělskou školu v Nachalat Jehuda. Absolvoval přednášky z politologie na Bar-Ilanově univerzitě a kurzy veřejné správy na univerzitě v Oxfordu a univerzitě v Cambridgi. Pracoval pak jako agronom. Hovoří hebrejsky, francouzsky a anglicky.

## Politická dráha
V letech 1992–1998 byl generálním tajemníkem Strany práce. Byl předsedou International Center for Peace, generálním tajemníkem hnutí izraelských mošavů, členem vedení Židovské agentury a ústředního výboru odborové centrály Histadrut.
V izraelském parlamentu zasedl poprvé po volbách v roce 1992, v nichž kandidoval za Stranu práce. Byl členem výboru pro zahraniční záležitosti a obranu. Mandát obhájil po volbách v roce 1996, opět za Stranu práce. Byl členem výboru státní kontroly, výboru pro drogové závislosti a výboru pro zahraniční záležitosti a obranu. V průběhu volebního období se odtrhl od mateřské strany a přešel do nové formace Mifleget ha-mrkaz (Strana středu).
Ve volbách v roce 1999 nekandidoval, počátkem 21. století sloužil jako velvyslanec Izraele ve Francii.